# Hydatella dioica
Hydatella dioica är en näckrosart som beskrevs av David Alan Cooke. Hydatella dioica ingår i släktet Hydatella och familjen Hydatellaceae. Inga underarter finns listade i Catalogue of Life.